# 陶崇园事件
陶崇园事件是发生于2018年3月的事件。因为长期受到导师王攀压迫，武汉理工大学研究生三年级学生陶崇园（1992年3月28日-2018年3月26日）于2018年3月26日清晨跳楼自杀。微博ID为“陶崇园姐姐”的认证用户于3月28日发布长微博，称其弟弟陶崇园“长期遭受导师压迫”“被迫叫导师爸爸、喊‘爸我永远爱你’”“给导师买饭、打扫卫生”“被导师阻止深造”，最终选择自杀。

## 背景
中华人民共和国高等教育体制中，特别是大部分中国高校的硕士研究生和博士研究生教育都实行的导师制下，导师对学生的控制权非常大。高校教师在性、经济、学术等方面压榨学生的丑闻此起彼伏。过去数年西安交通大学、南京邮电大学等高校亦发生过研究生或博士受压榨以至不堪压力自杀的类似个案，本次事件再次将导师制推入质疑声中。

## 经过
2018年3月26日，因长期受导师王攀（1971年9月22日-）压迫，武汉理工大学研究生三年级学生陶崇园跳楼自杀。据报道，陶崇园本科毕业时，王攀为劝陶崇园在其手下读研，曾书面承诺推荐他去海外读博或作访问研究，但临近硕士毕业时，王攀却阻碍陶崇园出国求学和找工作。陶崇园的姐姐更称，读研期间，王攀要求陶崇园几乎每晚八点左右都要去其家中，并着其帮忙买饭、洗衣服、将一部分奖学金捐给研究所，甚至要求进门鞠躬并称呼他为“爸爸”。校方方面一开始回应称由于当天风大，陶崇园到天台晒被子被风刮下来。公安机关调查结论为高坠死亡，排除他杀，学校亦成立了专班调查和处置。
陶崇园自杀后，其手机遗失，但是其亲友从陶崇园的电脑中找出了部分资料。2018年3月28日，微博ID为“陶崇园姐姐”的认证用户发布长微博，公布陶崇园自杀事件，并贴出相关证据，质疑陶崇园导师王攀长期压迫陶崇园，并曝光陶崇园与王攀的部分聊天记录，该内容迅速引起社会关注。
2018年3月31日，王攀发出声明，暗示陶崇园有心理方面的问题。陶崇园家属提出与王攀公开对质，但遭到拒绝。
2018年4月1日，网上流传出一份武汉理工大学内部会议录音，录音称网上所传内容“标题非常骇人，吸引眼球”，有媒体联系到陶崇园姐姐，其对内容逐一进行了驳斥，并称“我弟现在连案子都在警察局立不了案”。
该事件发生后在网络上掀起广泛热议，并登上微博热搜，但不久即被换下，在问答网站知乎上也掀起广泛讨论，官方曾于2018年4月2日上线一期知乎专题：「武汉理工大学研三学生陶崇园跳楼自杀」，有说法称最高热度达6000多万，累计有一亿多人次关注。在此期间，不断有人爆出陶家亲友受到各方面压力、陶的同学被打、王攀之前对陶有过不好的行为被监控拍到、武汉理工大学严密封锁校园、控制舆论等消息。
虽然社会如此关注，但该话题的讨论却一直受到限制，也一直有删除言论的现象，2018年4月3日，网络上出现大规模删帖，知乎内众多内容或被删除或被限流，各媒体之前相关报道也出现大量被删的情况。
2018年4月5日01:51，陶崇园姐姐的微博账号声明“网上的炒作超出预期”“向学校和老师造成了不良影响”，并致歉，不久微博被博主主动删除。
2018年4月7日，陶崇园姐姐再发微博声明“此前发致歉微博非本人意愿”、“陶崇园今日已经火化”等信息。2018年4月7日晚，根据澎湃新闻的报道，陶崇园姐姐称陶崇园“遗体在武昌殡仪馆火化”“希望王攀得到他应有的处罚”。
2018年4月7日，微博上出现名为“周蔚Wayne”发出的《给武汉理工大学宣传部负责人阎高程的公开信》，要求武汉理工大学相关负责人核实并公开相关信息。
2018年4月8日，“周蔚Wayne”继续在微博上发出《480名校友关于武汉理工陶崇园事件的公开信》，呼吁公开、透明、彻底的调查，并附上了部分校友姓名，该微博不久被系统强制删除，“周蔚Wayne”也被禁言。
2018年4月8日中午， 武汉理工大学官方微博发布了“陶崇园坠亡事件”情况通报，称“导师王攀存在与学生认义父子关系等与教学科研无关的行为等情况，未发现王攀存在阻挠陶崇园本科毕业时到其他高校读硕士及硕士答辩、侵占学生经济利益、让学生到其家中洗衣服做家务等行为。调查情况已向学生家属进行反馈。学校已停止王攀的研究生招生资格”。网友对此通报大多表示不满，认为该通报敷衍至极，漏洞百出，指其用词模糊不清，且没有说明王攀在陶崇园研究生毕业后就业、读博等方面是否有干扰，每晚聊天是否有性侵犯，很多事实无法解释。该声明微博在发出一小时后收到数万评论，绝大部分是批评该声明漏洞百出，随后该微博被禁止评论。
大部分媒体在转发武汉理工大学声明后也限制了用户评论，社交平台上对该事件的进一步讨论被大范围限制。社会上对该事件的关注逐渐降低，之前的相关报道等也被逐渐删除。
2018年4月9日，微博账号“周Wayne”自称是“周蔚”的另一个账号发布了新的公开信——“部分老师、校友关于武汉理工大学陶崇园事件后续的公开信”，希望国家监察委、教育部介入，彻查此事。
2018年4月10日，有网友在微博曝光称武汉理工大学广场被人用蓝色油漆在地面写上了“是！！！爸我永远爱你！”几个大字，学校相关人员迅速用布盖住了油漆字，并有保洁员用洒水车洗地。爆料微博后被删除，4月12日，又有网友在“理工广场马房山通道公交站”见到蓝色油漆字。
2018年8月3日，陶崇园姐姐微博发布开庭相关消息：「三天的庭前会议结束，武汉依旧高温不下，王攀也是不知悔改。而日记本里面，我弟对王攀的控诉，清清楚楚明明白白，『奴隶4年整整，一把辛酸泪，血与泪的教训！…整整4年…整整4年！』」。
2019年3月25日，在法院调解下，王攀赔偿受害人家庭65万元，并进行道歉。

## 后续
2020年11月20日，武汉理工大学研究生院官网发布《关于学校2020年通过博士、硕士研究生招生资格审核的教师名单公示》，其中王攀位列通过硕士研究生招生资格审核教师名单之中，引发网络热议，也引起了武汉理工大学部分学生及诸多校外人士的不满与抵制。11月27日，武汉理工大学发布通报，决定王攀的硕士研究生招生资格不予通过。